# Phil Grabsky
Phil Grabsky és un documenetalista britànic amb seu a Brighton, East Sussex, Anglaterra. La seva empresa Seventh Art Productions ha produït documentals per a televisió i cinema.
El treball de Grabsky com I, Caesar, Spain - In the Shadow on the Sun, The Great Commanders i el Tim Marlow on..., s'ha emès a diversos canals del Regne Unit com ara BBC, Channel 4, Five i Sky Arts, i arreu del món.
La seva pel·lícula The Boy who Plays on the Buddhas of Bamiyan es va estrenar als cinemes l'any 2003 i explica la història de Mir, de 8 anys, i la seva família que viuen a l'Afganistan post-talibà. La pel·lícula va guanyar 13 premis, entre ells l'Hugo d'Or a Chicago a la millor pel·lícula i el primer premi a la Setmana Internacional de Cinema de Valladolid. Grabsky va continuar filmant Mir i la seva família a l'Afganistan, i va estrenar una segona pel·lícula sobre Mir i la seva família el 2011, The Boy Mir. Ell i el seu codirector Shoaib Sharifi continuen filmant a l'Afganistan i han estrenat una tercera pel·lícula sobre Mir i la seva família anomenada My childhood, my country - 20 years in Afghanistan (2021).
2006 va veure completar In Search of Mozart. La pel·lícula il·lustra la vida i l'obra del compositor a través d'entrevistes i actuacions en directe. La pel·lícula es va estrenar al Barbican Concert Hall de Londres. Posteriorment, s'ha convertit en una de les pel·lícules més populars mai fetes sobre Mozart. Després, Grabsky va fer pel·lícules In Search Of sobre Beethoven, Haydn i Chopin.
Heavy Water: A Film for Chernobyl (2006) explora l'accident de Txernòbil a través de la poesia de Mario Petrucci. Grabsky Grabsky va treballar conjuntament amb el director David Bickerstaff per a aquest projecte que va guanyar el millor curt documental al Cinequest Film Festival.
El 2007 Grabsky va completar Escape from Luanda que explica la història de tres estudiants de l'única escola de música d'Angola. Altres pel·lícules inclouen pel·lícules històriques amb Terry Jones, pel·lícules sobre el futbolista brasiler Pelé i Muhammad Ali, i més de 100 pel·lícules d'art amb Tim Marlow.
El projecte més recent de Grabsky, Exhibition On Screen, connecta exposicions importants d'arreu del món i les mostra a les pantalles de cinema. La sèrie va començar amb Leonardo de la National Gallery, i ara es presenta en més de 1500 cinemes de 55 països. La temporada 7 està actualment en producció, que inclou pel·lícules sobre Leonardo da Vinci, Lucien Freud i Frida Kahlo.
Un altre pel·lícula recent ha estat Concerto: A Beethoven Journey, que segueix al pianista Leif Ove Andsnes mentre anava de gira tocant els cinc concerts per a piano de Beethoven. Aquesta pel·lícula així com la sèrie In Search Of fou estrenada per celebrar el 250è aniversari del naixement de Beethoven.
A més de fer pel·lícules, Grabsky ha publicat quatre llibres i ha servit com a jutge als Premis BAFTA, Emmys, RTS i One World.

## Documentals
- My childhood, my country - 20 years in Afghanistan (2021)
- Easter In Art (2020)
- Leonardo: The Works (2019)
- Young Picasso (2019)
- Degas: Passion For Perfection (2018)
- Concerto - A Beethoven Journey (2015)
- Matisse Live (2014)
- In Search of Chopin (2014)
- Leonardo Live (2012)
- In Search of Haydn (2012)
- The Boy Mir - ten years in Afghanistan (2011)
- In Search of Beethoven (2009)
- Escape from Luanda (2007)
- Heavy Water: A Film for Chernobyl (2006)
- In Search of Mozart (2006)
- The Boy who Plays on the Buddhas of Bamiyan (2003)
- Muhammad Ali – Through the Eyes of the World (2001)

## Sèries i programes de televisió
- Great Art (2018–present)
- Judgement Day: Images of Heaven and Hell (2004)
- Great Artists with Tim Marlow (2003)
- The Impressionists (1998)
- I, Caesar – The Rise and Fall of the Roman Empire (1997)
- The Great Commanders (1993)
- Spain – In the Shadow of the Sun (1990)
- Tim Marlow On..Highlights of the New Tate Modern (2006)
- The Hidden History of Rome – with Terry Jones (2001)
- The Hidden History of Egypt – with Terry Jones (2001)
- Brazil – An Inconvenient History (2000)
- The Lost Temple of Java (1999)

## Publicacions
- The Great Artists: From Giotto to Turner by Grabsky and Tim Marlow (2002)
- The Lost Temple of Java by Grabsky (1999)
- I, Caesar: Ruling the Roman Empire by Grabsky (1997)
- The Great Commanders: Alexander, Caesar, Nelson, Napoleon, Grant and Zhukov by Grabsky (1995)